# Ponte Valgadena
Il ponte Valgàdena è uno dei viadotti più alti d'Italia e attraversa l'omonima valle tra gli abitati di Foza ed Enego, sull'Altopiano dei Sette Comuni, in Provincia di Vicenza. È stato costruito tra il 1986 e il 1990 ed è stato inaugurato nel 1990.
Data la sua imponente altezza vi viene praticato il bungee jumping e vi si può compiere un salto con l'elastico di 160 metri, il più alto proponibile in Italia.

## Localizzazione

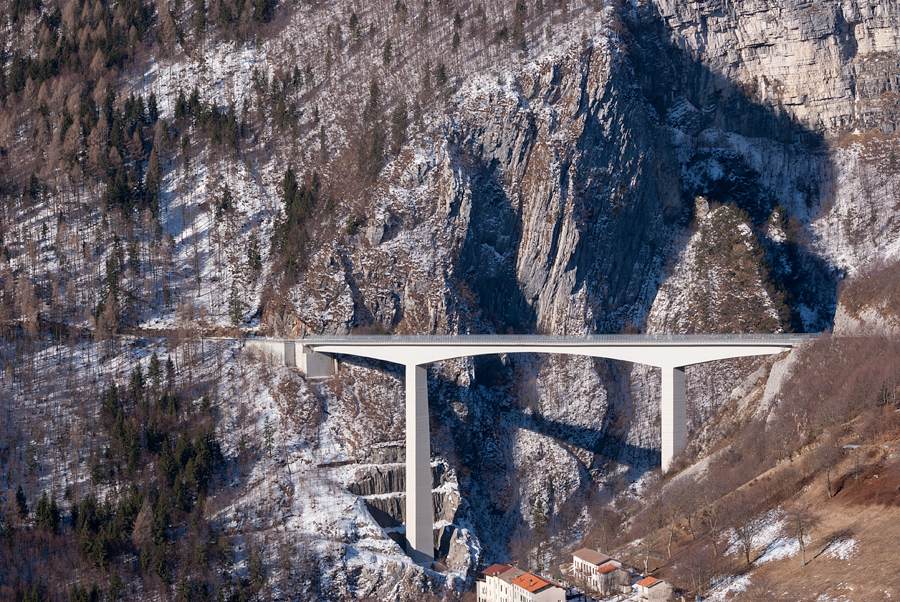
Il ponte

Il viadotto si trova in Valgàdena, una ripida gola rocciosa situata sull'Altopiano dei Sette Comuni (VI) tra le località Lazzaretti di Foza e Stoner di Enego, lungo il percorso della SP76. Prima della sua costruzione il traffico veicolare doveva percorrere l'intera valle, lungo una strada costruita dal Genio militare durante la Grande Guerra, sempre sottoposta a rischio di frane e slavine e attraversando tre gallerie molto strette. Lo scopo della sua costruzione è stato dunque quello di mettere in sicurezza il traffico veicolare, consentendo inoltre il passaggio di veicoli pesanti sulla direttrice Asiago-Primolano.
Nel 2009 sono iniziati dei lavori di ampliamento della sede stradale nei tratti di strada prossimi al ponte, ancora molto stretti e di difficile percorribilità; i lavori si sono conclusi due anni dopo.

## Struttura

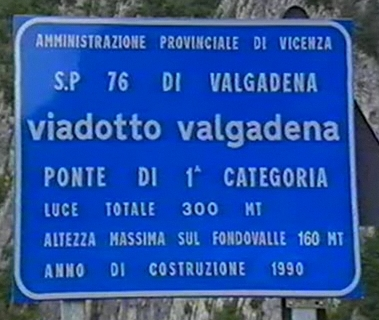
Cartello stradale

Il ponte, di prima categoria, è sorretto da due piloni in cemento, misura 300 m in lunghezza e ha 160 m di luce nel suo punto massimo.

## Documentari
Il ponte Valgadena è stato l'ambientazione principale di una puntata del programma televisivo statunitense di divulgazione scientifica Le avventure di Jeff Corwin in cui il presentatore omonimo pratica bungee jumping per dimostrare il volo in picchiata del falco pellegrino.